# Робітнича Росія
Працьовита Росія (рос. Трудовая Россия) — російський суспільно-політичний рух ліворадикального напрямку. Утворене в жовтні 1992. Перший з'їзд відбувіся 25 жовтня 1992 року. Офіційно зареєстроване Мініюстом РФ 9 січня 1996 року та знято з реєстру 16 березня 2004. Максимальна численість групу складалась зі 100 тисяч осіб на початку 1990-х. Головою руху та його застовником став відомий політичний діяч та лідер мітингів 90-х Віктор Анпілов, який керував ним до самої смерті в 2018 році. Основною ідеалогією руху є комунізм та соціалізм. Активісти цього руху виступають за відновлення радянської влади та СРСР, затвердження прямої демократії, соціалізація економіки та захист сувернінету РФ.

## Також дивитись
- Комуністична партія Радянського Союзу

- Інтернаціонал (гімн)